# Iglesia de la Asunción de Nuestra Señora (La Almunia de Doña Godina)
La iglesia de la Asunción de Nuestra Señora en La Almunia de Doña Godina (provincia de Zaragoza, España) cuenta con una torre que es el único vestigio de la construcción medieval de la Iglesia Parroquial, que fue demolida en el siglo XVIII y sustituida por la actual fábrica barroca.
Está situada en el ángulo izquierdo del presbiterio y tiene estructura mixta, reflejo de su construcción en dos fases sucesivas. El cuerpo inferior data de mediados del siglo XIV, tiene planta cuadrada y estructura de alminar almohade mientras que el cuerpo superior data de 1575, tiene planta octogonal y es hueco para cumplir su función de cuerpo de campanas. Este hecho motivó que se cegasen los vanos del cuerpo inferior que hasta entonces cumplía dicha función.
La decoración exterior es típicamente mudéjar con motivos como esquinillas, zig-zags y cruces de múltiples brazos formando rombos realizados en ladrillo resaltado. Además destaca la presencia de discos y frisos realizados en cerámica, que sufrieron la restitución de algunas de sus piezas en la restauración llevada a cabo en 1960. 